# حمد نديكومانا
حمد نديكومانا (بالإنجليزية: Hamad Ndikumana) هو لاعب كرة قدم رواندي في مركز الدفاع، ولد في 5 أكتوبر 1978 في كيغالي في رواندا، وتوفي بنفس المكان في 15 نوفمبر 2017. شارك مع منتخب رواندا لكرة القدم. أما مع النوادي، فقد لعب مع أنورثوسيس فاماغوستا وأيل ليماسول ورايون سبورتس ورويال أندرلخت وكيه في ميخيلين ونادي أومونيا ونادي تورنهاوت ونادي غينت ونيا سلاميس فاماغوستا.

## وصلات خارجية
- حمد نديكومانا على موقع الاتحاد الدولي (مؤرشف)  (الإنجليزية)
- حمد نديكومانا على موقع قاعدة بيانات كرة القدم.إي يو (الإنجليزية)
- حمد نديكومانا على موقع ناشيونال فوتبول تيمز (الإنجليزية)
- حمد نديكومانا على موقع عالم كرة القدم.نت (الإنجليزية)